# De laudibus sanctissimae matris Annae
De laudibus sanctissimae matris Annae (Übersetzung Vom Lob der allerheiligsten Mutter Anna) ist ein im Jahr 1494 erstmals im Druck erschienenes hagiographisches Werk des Geistlichen und Schriftstellers Johannes Trithemius. Der Text über die Verehrung der heiligen Anna, der Mutter der Muttergottes Maria, löste eine theologische Debatte aus. 

## Geschichte
Die Mutter Mariens wurde im ausgehenden Mittelalter besonders verehrt. In der bildenden Kunst schlug sich diese Verehrung in den Darstellungen der Anna selbdritt und der Heiligen Familie nieder. Dabei stand das Aufgreifen der „Modeheiligen“ Anna in enger Verbindung mit der zeitgleich ausgetragenen Auseinandersetzung um die Unbefleckte Empfängnis Mariens und damit der Frage, ob Maria von der Erbsünde bewahrt worden sei. Die meisten Humanisten setzten sich für diese „conceptio immaculata“ ein. Daneben taten sich insbesondere die Mitglieder des Karmelitenordens mit der Etablierung eines eigenen Annen-Kultes hervor. Der Orden förderte darüber hinaus auch die Verehrung des Ehemanns der Anna, des heiligen Joachim.
Frühe Informationen über das von Trithemius geplante Werk über die heilige Anna erhalten wir 1494 durch den niederländischen Karmeliter Arnold Bostius dieser schrieb an Konrad Celtis, dass das Buch einen großen Leserkreis erreichen werde: „Denn nicht ich allein, alle gelehrten und frommen Männer erwarten dieses Buch mit großer Spannung.“ Die Bedeutung des Buchs für den Karmelitenorden wird auch durch die Dedikation unterstrichen: Trithemius widmete das Werk dem Rumold Laupach, einem Frankfurter Karmeliter, der dem Konvent als Prior vorstand. Laupach hatte in Frankfurt eine Annenbruderschaft ins Leben gerufen und war auf Johannes Trithemius zugegangen, um ihn um die Abfassung eines Textes zu bitten. Dabei hatte Trithemius bereits in den Jahren zuvor Gedichte auf die Heilige verfasst. Diese kursierten im Freundeskreis und wurden später auch in die zweite Auflage des Buchs mit aufgenommen.
Die Schrift „De laudibus sanctissimae matris Annae“ erschien nach wenigen Monaten noch im Juli 1494 in Druck. Trithemius konnte wiederum die Offizin des Peter Friedberg in Mainz als Druckwerkstatt gewinnen. Der Monat der Drucklegung ist von Interesse, da der Autor schon im Jahr 1493 auf dem Bursfelder Generalkapitel als treibende Kraft hinter der Erhebung der Anna zur Patronin des Klosterbündnisses in Erscheinung trat. Auch in den Jahren nach der Publikation des Annenbuches, setzte sich Trithemius immer wieder mit der Heiligen auseinander. So taucht die Verehrung der Mutter Mariens mehrfach in verschiedenen liturgischen Arbeiten des Trithemius auf. Daneben hat sich ein von Trithemius, Celtis, Gresemund und Jodocus Badius verfasster Einblattdruck erhalten, der in Latein und Deutsch das Leben der heiligen Anna feierte. Trithemius ging in einem Messoffizium auf die Heilige genauso ein, wie in einem für Fürstbischof Johann II. von Baden in Koblenz verfassten Hymnus. 
Der Text über die heilige Anna rief teils entrüstete Reaktionen hervor. Noch 1494 wurde Trithemius von einem Frankfurter Dominikaner, der unter dem Pseudonym „Pensans manus“ publizierte, mit Blick auf die im Buch vertretene Ansicht zur unbefleckten Empfängnis Mariens stark angegriffen. Daraufhin schickte Trithemius eine schriftliche Widerlegung nach Frankfurt und ließ sich darüber informieren, dass es sich bei seinem Gegner um den Mönch Wigand Wirt handelte. In der Folge entbrannte eine über Briefe ausgetragene Fehde zwischen den Anhängern und Gegnern der unbefleckten Empfängnis. Obwohl Wirt selbst noch eine Entgegnung verfasste, beteiligte sich Trithemius selbst nicht mehr an der Auseinandersetzung. So verfassten Rutger Sicamber, Johannes Oudewater, Dietrich Gresemund der Jüngere, Jakob Wimpfeling, Philipp Tectonis, Johannes Empolides und andere Gedichte und Briefe, die gegen Wirt gerichtet waren. Heute neigt die Forschungsliteratur dazu, Trithemius als Gewinner der gelehrten Debatte zu bezeichnen.

## Inhalt
Das Werk über die Mutter Anna ist eines der kleineren Arbeiten des Johannes Trithemius. Der Text wurde in sechzehn Kapitel gegliedert. Alle sind dem Ziel untergeordnet, die Leserschaft zur Verehrung der heiligen Anna anzuhalten. Trithemius bemüht sich außerdem, seinen Rezipienten einen Überblick über die geschichtliche Entwicklung der Annenverehrung zu geben. Hierzu thematisiert er in Kapitel vier, acht und 15 auch die Geschichte der Frankfurter Annenbruderschaft. Diese Wendung ins Lokale bildet zugleich den Aufhänger und wird von Trithemius in einer Vorrede als Auslöser für die Abfassung der Arbeit beschrieben. Besondere Bedeutung für die Rezeptionsgeschichte hat das siebte Kapitel, in dem die makellose Empfängnis Mariens propagiert wird. Als maßgeblicher Faktor wird darin die göttliche Allmacht ins Spiel gebracht, die jedes rationale Argument in den Hintergrund treten lasse. So bringt der Autor auch keine theologischen Argumente vor, sondern hebt die moralische Notwendigkeit zur Übereinstimmung hervor und verdammt die Gegner.

## Exemplare
Von der Schrift „De laudibus sanctissimae matris Annae“ haben sich mehrere handschriftliche Exemplare erhalten. Direkt aus dem Kloster Sponheim gelangte ein Autograph an die Murhardsche Bibliothek in Kassel. Daneben kennt auch die Bayerische Staatsbibliothek in München ein noch aus dem 15. Jahrhundert stammendes Exemplar. Dabei ist der Text hier allerdings nur in Auszügen nachweisbar. Aus dem Kloster Söflingen stammt eine Handschrift, die sich heute in der Berliner Staatsbibliothek befindet. Weitere Exemplare aus dem 16. Jahrhundert besitzt die Universitätsbibliothek Würzburg und die Universitätsbibliothek Münster. Bis zur Zerstörung einer Handschrift im Jahr 1945 waren zwei Exemplare des Textes in Münster aufbewahrt worden.
Das Werk wurde noch 1494 in Mainz gedruckt. In der Folge des durch die Schrift ausgelösten Gelehrtenstreits waren die Druckexemplare bald vergriffen. Noch im selben Jahr erschien bei Peter Friedberg in Mainz deshalb eine zweite Auflage, die um einige Briefe des Trithemius-Freundeskreises erweitert worden war. Damit hatte der Text seine endgültige Form erhalten, obwohl 1497 die Nachfrage einen neuerlichen Druck nötig machte. Parallel dazu scheint in Leipzig das Buch um 1500 ebenfalls gedruckt worden zu sein. Auch dieser von Melchior Lotter dem Älteren verantwortete Druck erhielt 1512 eine zweite Auflage. Darüber hinaus fand das Werk über den Annenkult auch in die Sammelausgaben der Werke des Trithemius Aufnahme. 1605 war es im sogenannten Paralipomena erhalten, das von Petrus von Blois und Johannes Busaeus herausgegeben wurde.